# Čech-Homologie
Die Čech-Homologie, benannt nach Eduard Čech, ist eine Homologietheorie und gehört daher zum mathematischen Teilgebiet der algebraischen Topologie. Genauer wird einem topologischen Raum {\displaystyle E} und einem darin enthaltenen Unterraum {\displaystyle F} eine Folge von Gruppen zugeordnet. Diese mit {\displaystyle {\check {H}}_{p}(E,F)}, {\displaystyle p=0,1,2,\ldots } bezeichneten Gruppen spiegeln Eigenschaften der topologischen Räume wider.

## Einleitende Bemerkungen

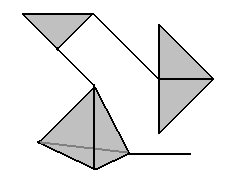
Simplizialkomplexe sind aus Simplices aufgebaut.

Historisch wurden Homologiegruppen zunächst für Simplizialkomplexe definiert, genauer spricht man von der simplizialen Homologie. Simplizialkomplexe sind topologische Räume, die sich auf einfache Art und Weise aus Simplices zusammensetzen. Diese Überlegungen lassen sich dann auf topologische Räume, die zu solchen Simplizialkomplexen homöomorph sind, ausdehnen, solche Räume nennt man triangulierbar. In einem weiteren Schritt möchte man dann die Homologiegruppen für alle topologischen Räume definieren, auch für solche, die nicht triangulierbar sind. Die singuläre Homologie ist eine solche mögliche Verallgemeinerung auf alle topologischen Räume, die hier vorzustellende Čech-Homologie ist eine alternative Verallgemeinerung.
Im Unterschied zur singulären Homologie werden die Homologiegruppen nicht aus einem Kettenkomplex gewonnen, sondern sie werden direkt durch einen Limesprozess definiert. Genauer approximiert man den topologischen Raum mittels Überdeckungen durch Simplizialkomplexe und erhält aus den Homologiegruppen dieser Simplizialkomplexe mittels eines projektiven Limes neue Gruppen, die dann die gesuchten Čech-Homologiegruppen sind. Diese Konstruktion wird im Folgenden vorgestellt, anschließend werden Eigenschaften und Unterschiede zur singulären Homologie beleuchtet. Der Konstruktion liegt eine feste Gruppe {\displaystyle G}, die sogenannte Koeffizientengruppe, zugrunde, deren Nennung wir aber weitestgehend unterdrücken.

## Der Nerv einer Überdeckung
Es sei {\displaystyle E} ein topologischer Raum. Ist {\displaystyle {\mathcal {U}}} eine endliche Überdeckung, so konstruiere man wie folgt einen abstrakten Simplizialkomplex {\displaystyle K_{\mathcal {U}}}. Jedes {\displaystyle U\in {\mathcal {U}}} sei eine Ecke von {\displaystyle K_{\mathcal {U}}}. Eine Teilmenge {\displaystyle \sigma \subset {\mathcal {U}}} bilde genau dann einen Simplex von {\displaystyle K_{\mathcal {U}}}, wenn
{\displaystyle \bigcap _{U\in \sigma }U\not =\emptyset }.
Der Simplizialkomplex {\displaystyle K_{\mathcal {U}}} heißt Nerv der Überdeckung {\displaystyle {\mathcal {U}}}. Geometrisch lassen sich solche Simplizialkomplexe in einem euklidischen Raum {\displaystyle \mathbb {R} ^{d}} hinreichend großer Dimension realisieren. Man lasse sich im Folgenden von der Vorstellung leiten, dass der topologische Raum durch die Nerven immer feinerer Überdeckungen immer besser approximiert wird. Die projektiven Limiten der simplizialen Homologiegruppen dieser Nerven werden dann die gesuchten Čech-Homologiegruppen sein.

Kugeloberfläche mit 6 Halbkugelschalen,.

Als Beispiel betrachten wir die Kugeloberfläche {\displaystyle E=\{(x_{1},x_{2},x_{3})\in \mathbb {R} ^{3}\mid x_{1}^{2}+x_{2}^{2}+x_{3}^{2}=1\}}. Überdeckt man {\displaystyle E}, wie in der Differenzialgeometrie üblich, durch {\displaystyle U_{1}=\{(x_{1},x_{2},x_{3})\in E\mid x_{3}<1\}} und {\displaystyle U_{2}=\{(x_{1},x_{2},x_{3})\in E\mid x_{3}>-1\}}, so erhält man als Nerv den abstrakten Simplizialkomplex {\displaystyle \{\{U_{1}\},\{U_{2}\},\{U_{1},U_{2}\}\}}, was in einer geometrischen Realisierung einer Strecke entspricht. Wählt man die feinere Überdeckung aus den 6 offenen Halbkugelschalen
{\displaystyle U_{i}^{+}=\{(x_{1},x_{2},x_{3})\in E\mid x_{i}>0\},\quad U_{i}^{-}=\{(x_{1},x_{2},x_{3})\in E\mid x_{i}<0\},\quad i=1,2,3},
so ist der Nerv gleich
{\displaystyle \{\,\,\{U_{1}^{+}\},\{U_{2}^{+}\},\{U_{3}^{+}\},\{U_{1}^{-}\},\{U_{2}^{-}\},\{U_{3}^{-}\}\,\,\}}
{\displaystyle \cup \,\,\{\,\,\{U_{1}^{+},U_{2}^{+}\},\{U_{1}^{-},U_{2}^{-}\},\{U_{1}^{+},U_{2}^{-}\},\{U_{1}^{-},U_{2}^{+}\},\{U_{2}^{+},U_{3}^{+}\},\{U_{2}^{-},U_{3}^{-}\},\{U_{2}^{+},U_{3}^{-}\},\{U_{2}^{-},U_{3}^{+}\},\{U_{3}^{+},U_{1}^{+}\},\{U_{3}^{-},U_{1}^{-}\},\{U_{3}^{+},U_{1}^{-}\},\{U_{3}^{-},U_{1}^{+}\}\,\,\}}
{\displaystyle \cup \,\,\{\,\,\{U_{1}^{+},U_{2}^{+},U_{3}^{+}\},\{U_{1}^{+},U_{2}^{+},U_{3}^{-}\},\{U_{1}^{+},U_{2}^{-},U_{3}^{+}\},\{U_{1}^{+},U_{2}^{-},U_{3}^{-}\},\{U_{1}^{-},U_{2}^{+},U_{3}^{+}\},\{U_{1}^{-},U_{2}^{+},U_{3}^{-}\},\{U_{1}^{-},U_{2}^{-},U_{3}^{+}\},\{U_{1}^{-},U_{2}^{-},U_{3}^{-}\}\,\,\}}
und eine geometrische Realisierung ist homöomorph zur Oberfläche eines Oktaeders, die ihrerseits homöomorph zur Kugeloberfläche ist.

## Konstruktion der Homologiegruppen

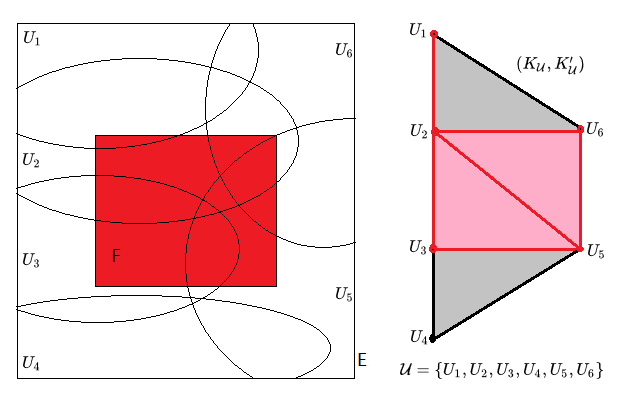
Die Verbindung von und gehört zum rot markierten Teilsimplex, denn schneidet auch, für und gilt das nicht, obwohl sie beide schneiden.

Um eine Homologietheorie zu erhalten, müssen wir Paare {\displaystyle (E,F)} von topologischen Räumen {\displaystyle E} und Unterräumen {\displaystyle F} betrachten, wobei {\displaystyle F=\emptyset } erlaubt ist. Ist {\displaystyle {\mathcal {U}}} eine endliche Überdeckung von {\displaystyle E}, so sei {\displaystyle K'_{\mathcal {U}}} der Unterkomplex von {\displaystyle K_{\mathcal {U}}}, der aus allen Teilmengen {\displaystyle \sigma \subset {\mathcal {U}}} besteht, für die
{\displaystyle \bigcap _{U\in \sigma }U\cap F\not =\emptyset }
ist.
Dann ist {\displaystyle (K_{\mathcal {U}},K'_{\mathcal {U}})} ein simpliziales Paar und man kann die simplizialen Homologiegruppen {\displaystyle H_{p}(K_{\mathcal {U}},K'_{\mathcal {U}})} bilden. Wir definieren
{\displaystyle {\check {H}}_{p}(E,F,{\mathcal {U}}):=H_{p}(K_{\mathcal {U}},K'_{\mathcal {U}})}.
Man beachte, dass diese simplizialen Homologiegruppen bzgl. einer oben erwähnten Koeffizientengruppe definiert sind, deren Nennung in dieser Beschreibung aber unterbleibt.
Bevor wir nun die Überdeckungen immer feiner werden lassen, müssen wir einige induzierte Abbildungen einführen. Es sei {\displaystyle f:(X,Y)\rightarrow (E,F)} eine stetige Abbildung zwischen Paaren topologischer Räume, das heißt {\displaystyle F} ist Unterraum von {\displaystyle E}, {\displaystyle Y} Unterraum von {\displaystyle X}, {\displaystyle f} ist eine stetige Abbildung {\displaystyle X\rightarrow E} und es ist {\displaystyle f(Y)\subset F}.
Es sei nun {\displaystyle {\mathcal {U}}} eine endliche Überdeckung von {\displaystyle E}. Dann ist
{\displaystyle f^{-1}({\mathcal {U}}):=\{f^{-1}(U)\mid U\in {\mathcal {U}}\}}
eine offene Überdeckung von {\displaystyle X} und man kann neben dem simplizialen Paar auch {\displaystyle (K_{f^{-1}({\mathcal {U}})},K'_{f^{-1}({\mathcal {U}})})} bilden.
Daraus konstruieren wir nun eine simpliziale Abbildung
{\displaystyle {\tilde {f}}_{\mathcal {U}}:(K_{f^{-1}({\mathcal {U}})},K'_{f^{-1}({\mathcal {U}})})\rightarrow (K_{\mathcal {U}},K'_{\mathcal {U}})},
indem wir {\displaystyle {\tilde {f}}_{\mathcal {U}}} auf den Ecken von {\displaystyle K_{f^{-1}({\mathcal {U}})}} wie folgt erklären:
Eine Ecke {\displaystyle V} von {\displaystyle K_{f^{-1}({\mathcal {U}})}} ist eine Menge der Form {\displaystyle V=f^{-1}(U)} für eine im Allgemeinen nicht eindeutige Überdeckungsmenge {\displaystyle U\in {\mathcal {U}}}. Man wähle ein solches {\displaystyle U} und definiere {\displaystyle {\tilde {f}}_{\mathcal {U}}(V):=U}.
Man zeigt, dass dadurch eine simpliziale Abbildung definiert ist, die daher einen Gruppenhomomorphismus
{\displaystyle f_{\mathcal {U}}:H_{p}(K_{f^{-1}({\mathcal {U}})},K'_{f^{-1}({\mathcal {U}})})\rightarrow H_{p}(K_{\mathcal {U}},K'_{\mathcal {U}})}
zwischen den simplizialen Homologiegruppen induziert. Des Weiteren kann man zeigen, dass dieser Gruppenhomomorphismus nicht mehr von den getroffenen Wahlen der {\displaystyle U\in {\mathcal {U}}} abhängt, das heißt man erhält einen eindeutigen Gruppenhomomorphismus
{\displaystyle f_{\mathcal {U}}:{\check {H}}_{p}(X,Y,f^{-1}({\mathcal {U}}))\rightarrow {\check {H}}_{p}(E,F,{\mathcal {U}})},
der nur noch von {\displaystyle {\mathcal {U}}} abhängt.
Nun betrachten wir ein Paar {\displaystyle (E,F)} topologischer Räume mit zwei endlichen Überdeckungen {\displaystyle {\mathcal {U}}} und {\displaystyle {\mathcal {V}}}, wobei {\displaystyle {\mathcal {V}}} eine feinere Überdeckung sei, das heißt zu jedem {\displaystyle V\in {\mathcal {V}}} gibt es ein {\displaystyle U\in {\mathcal {U}}} mit {\displaystyle V\subset U}. Zu jedem {\displaystyle V\in {\mathcal {V}}} wähle ein solches {\displaystyle U} und definiere
{\displaystyle {\tilde {\pi }}_{\mathcal {UV}}:(K_{\mathcal {V}},K'_{\mathcal {V}})\rightarrow K_{\mathcal {U}},K'_{\mathcal {U}}),\quad V\mapsto U}.
Man kann zeigen, dass durch diese Zuordnung der Ecken tatsächlich eine simpliziale Abbildung zwischen den Simplizialkomplexen gegeben ist, die natürlich von den getroffenen Wahlen der {\displaystyle U\in {\mathcal {U}}} mit {\displaystyle V\subset U} abhängt. Wie im Falle der oben beschriebenen {\displaystyle {\tilde {f}}_{\mathcal {U}}} verschwindet diese Abhängigkeit, wenn man zu den Homologiegruppen übergeht, das man erhält nur noch von {\displaystyle {\mathcal {U}}} und {\displaystyle {\mathcal {V}}} abhängige Abbildungen
{\displaystyle \pi _{\mathcal {UV}}:{\check {H}}_{p}(E,F,{\mathcal {V}})\rightarrow {\check {H}}_{p}(E,F,{\mathcal {U}})}.
Für die hier eingeführten Abbildungen können folgende Beziehungen nachgewiesen werden, wobei {\displaystyle f:(X,Y)\rightarrow (E,F)} eine stetige Abbildung zwischen Paaren topologischer Räume sei und {\displaystyle {\mathcal {U}}}, {\displaystyle {\mathcal {V}}} und {\displaystyle {\mathcal {W}}} endliche Überdeckungen auf {\displaystyle (E,F)} seien, die in dieser Reihenfolge feiner werden:
- {\displaystyle \pi _{\mathcal {UU}}=\mathrm {id} _{{\check {H}}_{p}(E,F,{\mathcal {U}})}}
- {\displaystyle \pi _{\mathcal {UW}}=\pi _{\mathcal {UV}}\circ \pi _{\mathcal {VW}}}
- {\displaystyle \pi _{\mathcal {UV}}\circ f_{\mathcal {V}}=f_{\mathcal {U}}\circ \pi _{\mathcal {f^{-1}(U)f^{-1}(V)}}}

Die ersten beiden Gleichungen zeigen, dass die Daten eines projektiven Limes vorliegen, das heißt man kann
{\displaystyle {\check {H}}_{p}(E,F):=\varprojlim _{\mathcal {U}}({\check {H}}_{p}(E,F,{\mathcal {U}}),\pi _{\mathcal {UV}})}
bilden, wobei wir die leicht zu verifizierende Tatsache verwenden, dass die Menge der endlichen, offenen Überdeckungen bzgl. der "feiner"-Relation eine gerichtete Menge ist.
Die dritte Gleichung zeigt, dass die {\displaystyle f_{\mathcal {U}}} einen Gruppenhomomorphismus
{\displaystyle f_{*}:{\check {H}}_{p}(X,Y)\rightarrow {\check {H}}_{p}(E,F)}
definieren. Das gilt für jedes {\displaystyle p=0,1,2,\ldots }, in der Schreibweise {\displaystyle f_{*}} ist die Abhängigkeit von {\displaystyle p} unterdrückt.
Damit bilden die Zuordnungen
{\displaystyle (E,F)\mapsto {\check {H}}_{p}(E,F)}
{\displaystyle f\mapsto f_{*}}, mit unterdrückter Abhängigkeit von {\displaystyle p}
Funktoren von der Kategorie der Paare topologischer Räume in die Kategorie der abelschen Gruppen. Die Funktoreigenschaften, das heißt, dass die identische Abbildung auf die identischen Gruppenhomomorphismen abgebildet werden und dass die Gruppenhomomorphismen einer Komposition mit den Kompositionen der Gruppenhomomorphismen übereinstimmen, ergeben sich geradewegs aus den entsprechenden Eigenschaften der simplizialen Homologie und der Konstruktion mittels des projektiven Limes. Diese Funktoren nennt man die Čech-Homologie des Paares, die Gruppen {\displaystyle {\check {H}}_{p}(E,F)} heißen Čech-Homologiegruppen. Für {\displaystyle F=\emptyset } lässt man das {\displaystyle F} weg, das heißt man schreibt nur {\displaystyle {\check {H}}_{p}(E)}.

## Eigenschaften
Viele Eigenschaften der Čech-Homologie ergeben sich aus den Eigenschaften der singulären bzw. simplizialen Homologie, in dem man entsprechende Eigenschaften dieser Homologietheorien auf den projektiven Limes überträgt. Die oben genannten Funktoreigenschaften zeigen, dass homöomorphe Paare dieselbe Čech-Homologie haben, denn Homöomorphismen zwischen Paaren induzieren offenbar Isomorphismen zwischen den entsprechenden Čech-Homologiegruppen. Letztere sind also topologische Invarianten.

### Vergleich mit singulärer Homologie

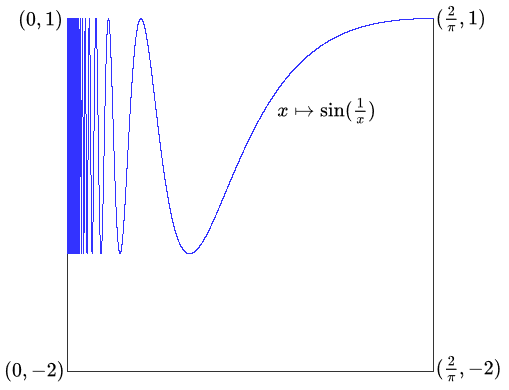
Der blaue Bereich besteht aus nach links hin immer enger zusammenrückenden Bögen.

Konstruktionsbedingt sind die Čech-Homologiegruppen simplizialer Paare zu den simplizialen und daher zu den singulären Homologiegruppen isomorph. 
Insbesondere gilt für den einpunktigen Raum
{\displaystyle {\check {H}}_{p}(\{x\})={\begin{cases}G,&{\text{falls }}p=0\\0,&{\text{falls }}p>0\end{cases}}}
Dabei ist {\displaystyle G} die Koeffizientengruppe, die der Konstruktion zugrunde liegt, und 0 steht wie üblich für die triviale Gruppe.
Mittels Homöomorphie ergibt sich sofort, dass Čech-Homologie und singuläre Homologie auf Paaren triangulierbarer Räume übereinstimmen, was für allgemeinere Räume nicht mehr gilt, wie das nebenstehende Beispiel zeigt. Dieser Raum {\displaystyle E} ist Unterraum der Ebene {\displaystyle \mathbb {R} ^{2}} und besteht aus dem Funktionsgraphen von {\displaystyle \textstyle ]0,{\frac {2}{\pi }}]\rightarrow \mathbb {R} }, {\displaystyle \textstyle x\mapsto \sin({\frac {1}{x}})}, sowie dem Streckenzug von {\displaystyle (0,1)} über {\displaystyle (0,-2)} und {\displaystyle \textstyle ({\frac {2}{\pi }},-2)} bis {\displaystyle \textstyle ({\frac {2}{\pi }},1)}. Für die singuläre Homologie gilt {\displaystyle H_{1}(E)=0}, aber für die Čech-Homologie erhält man {\displaystyle {\check {H}}_{1}(E)=\mathbb {Z} } (Koeffizientengruppe {\displaystyle \mathbb {Z} }), siehe unten.

### Homotopieinvarianz
Zwei stetige Funktionen {\displaystyle f,g:(X,Y)\rightarrow (E,F)} zwischen Paaren topologischer Räume heißen homotop, falls es eine stetige Abbildung
{\displaystyle h:(X\times [0,1],Y\times [0,1])\rightarrow (E,F)}   gibt mit
{\displaystyle h(x,0)=f(x)}   und   {\displaystyle h(x,1)=g(x)}   für alle {\displaystyle x\in X}. In diesem Fall gilt
{\displaystyle f_{*}=g_{*}:{\check {H}}_{p}(X,Y)\rightarrow {\check {H}}_{p}(E,F)}  für alle {\displaystyle p\geq 0}.
Insbesondere haben homotopieäquivalente Raumpaare isomorphe Čech-Homologiegruppen.

### Lange Homologiesequenz
Zu jedem Paar {\displaystyle (E,F)} topologischer Räume und jedem {\displaystyle p>0} gibt es Homomorphismen
{\displaystyle \partial :{\check {H}}_{p}(E,F)\rightarrow {\check {H}}_{p-1}(F)}
(die Abhängigkeit von {\displaystyle p} und {\displaystyle (E,F)} wird unterdrückt), so dass Folgendes gilt:
Ist {\displaystyle f:(X,Y)\rightarrow (E,F)} eine stetige Abbildung zwischen Paaren topologischer Räume, so ist das folgende Diagramm kommutativ:
{\displaystyle {\begin{array}{ccc}{\check {H}}_{p}(X,Y)&{\xrightarrow {\partial }}&{\check {H}}_{p-1}(Y)\\\downarrow _{f_{*}}&&\downarrow _{(f|_{Y})_{*}}\\{\check {H}}_{p}(E,F)&{\xrightarrow {\partial }}&{\check {H}}_{p-1}(F)\end{array}}}
Sind weiter {\displaystyle i:F\rightarrow E} und {\displaystyle j:E=(E,\emptyset )\rightarrow (E,F)} die Inklusionsabbildungen, so gilt für die lange Homologiesequenz
{\displaystyle \ldots \rightarrow \,\,{\check {H}}_{p}(F)\,\,{\xrightarrow {i_{*}}}\,\,{\check {H}}_{p}(E)\,\,{\xrightarrow {j_{*}}}\,\,{\check {H}}_{p}(E,F)\,\,{\xrightarrow {\partial }}\,\,{\check {H}}_{p-1}(F)\,\,\rightarrow \ldots },
dass die Komposition aufeinanderfolgender Homomorphismen der Nullhomomorphismus ist, das heißt der Kern eines jeden Homomorphismus umfasst das Bild des vorhergehenden. Man beachte, dass diese Eigenschaft erheblich schwächer ist als die Entsprechung in der singulären Homologie, für die die lange Homologiesequenz sogar exakt ist. Schließlich soll noch erwähnt werden, dass die Homomorphismen {\displaystyle \partial } durch die Bildung des projektiven Limes aus den Verbindungshomomorphismen der simplizialen Homologie hervorgehen und die genannte Schwäche daher rührt, dass Exaktheit beim Übergang zum projektiven Limes im Allgemeinen nicht erhalten bleibt.

### Ausschneidung
Es sei {\displaystyle (E,F)} ein Paar topologischer Räume und es sei {\displaystyle A\subset E} eine offene Menge, deren abgeschlossene Hülle im Inneren von {\displaystyle F} enthalten ist. Dann induziert die Inklusionsabbildung {\displaystyle i:(E\setminus A,F\setminus A)\rightarrow (E,F)} Isomorphismen
{\displaystyle i_{*}:{\check {H}}_{p}(E\setminus A,F\setminus A)\rightarrow {\check {H}}_{p}(E,F)}  für alle {\displaystyle p\geq 0}
Dies nennt man die Ausschneidungseigenschaft, denn man stellt sich vor, man habe {\displaystyle A} aus dem Paar {\displaystyle (E,F)} herausgeschnitten. Man beachte, dass die entsprechende Eigenschaft der singulären Homologie ohne die Offenheit von {\displaystyle A} gilt. In der Čech-Homologie kann man auf diese Voraussetzung nicht verzichten.

### Stetigkeit
Eine Besonderheit der Čech-Homologie, die bei der singulären Homologie fehlt, ist die sogenannte Stetigkeit, die auf der Konstruktion des projektiven Limes beruht. Es sei {\displaystyle I} eine gerichtete Menge. Zu jedem {\displaystyle \alpha \in I} sei  {\displaystyle (E_{\alpha },F_{\alpha })} ein Paar kompakter Räume, das heißt {\displaystyle E_{\alpha }} und {\displaystyle F_{\alpha }} sind beide kompakt, und zu jedem {\displaystyle \alpha \leq \beta } in {\displaystyle I} sei  {\displaystyle f_{\alpha ,\beta }:(E_{\beta },F_{\beta })\rightarrow (E_{\alpha },F_{\alpha })} eine stetige Abbildung, so dass folgende Beziehungen gelten:
{\displaystyle f_{\alpha ,\alpha }=\mathrm {id} _{(E_{\alpha },F_{\alpha })}}   für alle {\displaystyle \alpha \in I}
{\displaystyle f_{\alpha ,\gamma }=f_{\alpha ,\beta }\circ f_{\beta ,\gamma }}   für alle {\displaystyle \alpha ,\beta ,\gamma \in I} mit {\displaystyle \alpha \leq \beta \leq \gamma }.
Mit diesen Daten kann man einerseits den projektiven Limes
{\displaystyle (E,F):=\varprojlim _{\alpha \in I}((E_{\alpha },F_{\alpha }),f_{\alpha ,\beta })}
der kompakten Paare konstruieren, andererseits erhält man durch Anwendung des Funktors der {\displaystyle p}-ten Čech-Homologie die Daten {\displaystyle {\check {H}}_{p}(E_{\alpha },F_{\alpha })} und  {\displaystyle f_{{\alpha ,\beta }*}} für {\displaystyle \alpha \leq \beta } in {\displaystyle I}, aus denen man den projektiven Limes der Čech-Homologiegruppen bilden kann. Die Stetigkeitseigenschaft besagt, dass die erwartete Beziehung gilt:
{\displaystyle {\check {H}}_{p}(\varprojlim _{\alpha \in I}((E_{\alpha },F_{\alpha }),f_{\alpha ,\beta }))\cong \varprojlim _{\alpha \in I}({\check {H}}_{p}(E_{\alpha },F_{\alpha }),f_{{\alpha ,\beta }*})}.

## Beispiel
Als Anwendung betrachte zum Raum {\displaystyle E}, der oben mittels des {\displaystyle \textstyle \sin({\frac {1}{x}})}-Graphen konstruiert worden war, die Räume {\displaystyle E_{n}}, die aus {\displaystyle E} durch Hinzunahme des vollen Rechtecks mit den Ecken {\displaystyle (0,1)}, {\displaystyle (0,-2)}, {\displaystyle ({\tfrac {1}{n}},-2)} und {\displaystyle ({\tfrac {1}{n}},1)} hervorgehen.
Lässt man die linke Seite der hinzugenommenen Rechtecke stetig auf die rechte zuwandern, so sieht man, dass {\displaystyle E_{n}} homotop zu einer einfach geschlossenen Linie und damit zu einem Kreis ist.

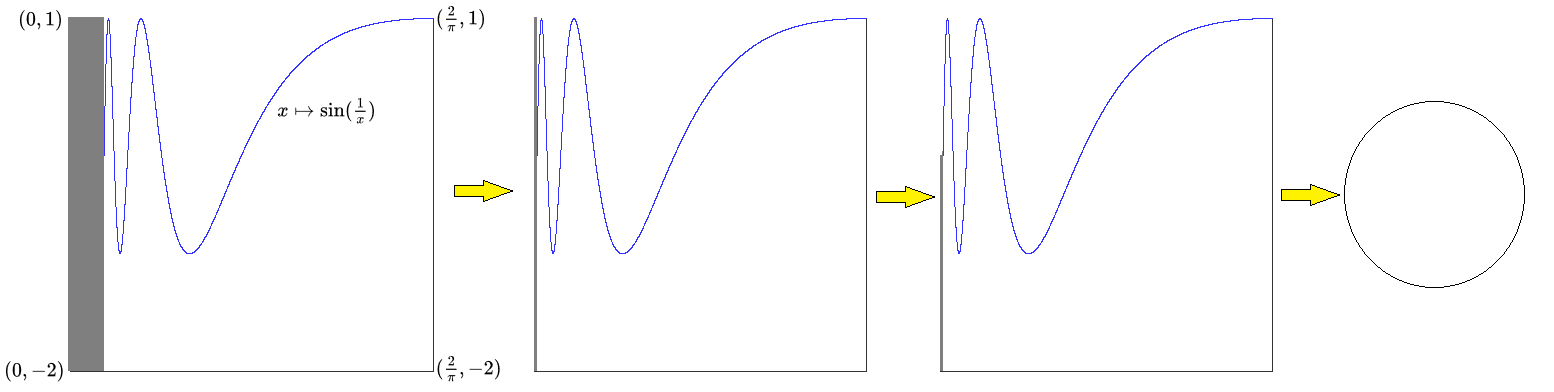
Die Räume sind homotop zu einer Kreislinie.

Also ist wegen der Homotopieinvarianz und Übereinstimmung von singulärer Homologie und Čech-Homologie für triangulierbare Räume {\displaystyle {\check {H}}_{1}(E_{n})\cong H_{1}(E_{n})\cong \mathbb {Z} }, wobei wir wieder die Koeffizientengruppe {\displaystyle \mathbb {Z} } betrachten. Für {\displaystyle n\leq m} sei {\displaystyle f_{n,m}} die Inklusionsabbildung {\displaystyle E_{m}\rightarrow E_{n}}. Dann ist {\displaystyle f_{n,m*}} die Identität und Stetigkeit liefert
{\displaystyle {\check {H}}_{1}(E)={\check {H}}_{1}(\bigcap _{n\in \mathbb {N} }E_{n})={\check {H}}_{1}(\varprojlim _{n\in \mathbb {N} }(E_{n},f_{n,m}))\cong \varprojlim _{n\in \mathbb {N} }({\check {H}}_{1}(E_{n}),f_{n,m*})\cong \mathbb {Z} }.
Die singuläre Homologie {\displaystyle H_{1}(E)} hingegen ist 0. Das liegt im Wesentlichen daran, ohne auf Einzelheiten einzugehen, dass keine einfach geschlossene Kurve den Raum "umlaufen" kann. Daher ist der Raum {\displaystyle E} ein Beispiel für einen nicht triangulierbaren Raum, denn im Falle der Triangulierbarkeit müssten singuläre Homologie und Čech-Homologie übereinstimmen, was hier ja nicht vorliegt.